# Pino Pinelli (pittore)
Pino Pinelli (Catania, 1º ottobre 1938 – Milano, 30 aprile 2024) è stato un pittore italiano, tra i principali esponenti della Pittura Analitica.

## Biografia
Pino Pinelli nacque a Catania il 1º ottobre 1938, dove avvenne la sua prima formazione artistica e dove ottenne i primi riconoscimenti.
Giovanissimo si trasferì a Milano – durante i primi anni ‘ 60 – in quel periodo particolarmente ricca di fermenti culturali e dove il dibattito artistico dominato dalla presenza di Lucio Fontana, Piero Manzoni, Enrico Castellani, Agostino Bonalumi, Dadamaino, Giovanni Colombo, Turi Simeti fu per Pinelli molto stimolante. Dall'atto sperimentale attraverso il fare pittorico, Pinelli passò ad una riflessione cosciente su come intervenire per modificare il dato iniziale e accostarsi all'essenza della pittura.
In questa fase di ricerca, in cui tentò di creare un nesso fra tradizione e innovazione, la sua attenzione fu rivolta alla superficie, al "vibrato", allo "stato ansioso" della pittura, per cercare una profondità e attraversarla. Fu in questo periodo che creò la serie delle Topologie (Alterazione del rettangolo, 1971; Punti molli, Alterazione del segmento, 1972) e la serie dei Monocromi, 1973 – 1975, dipingendo la superficie, inizialmente delimitata da una sottile linea di confine esplicita o intuitiva, in modo da apparire come mossa da un'inquietudine, da un movimento percettivo volto quasi a sembrare il respiro della pittura. Queste esperienze, espresse dall'artista con tele di grandi dimensioni, lo portarono a collocarsi nella corrente che Filiberto Menna denominò "Pittura analitica". Nel 1975 fu indotto a cercare un nuovo senso della pittura. La riduzione della dimensione dell'opera divenne quindi citazione del concetto stesso di pittura. Sempre nel 1975, invitato da Giorgio Cortenova a Rimini, alla mostra "Empirica" Pinelli compì il primo strappo dal monocromo e con la presentazione di una piccola opera, sostituendo la tela con pelle di daino, allontanandosi dall'idea di quadro e di superficie dipinta, individuando un nuovo campo di indagine.
Di fondamentale importanza per il percorso storico e artistico della Pittura Analitica, risultò essere l'importante appuntamento che si tenne nel 1978 al Musée d'art moderne de la Ville de Paris con la mostra "Fractures du Monochrome aujourd'hui en Europe" (19 giugno - 18 settembre 1978). L'intento dei critici, Filiberto Menna e Bernard Lamarche-Vadel, fu quello di presentare un gruppo di artisti allontanatisi, artisticamente e concettualmente, dai concetti minimalisti espressi dall'arte, a livello internazionale, negli anni 60. Bernard Lamarche-Vadel affermò infatti: "ciò che mi interessa nell'insieme di questa mostra, è il presentare queste differenti tipologie di fratturazione del monocromo perché credo che nella frattura del monocromo, nello spazio e nel momento in cui questa frattura avviene, sta per realizzarsi qualcosa di nuovo nell'arte che non ha nessun contatto con questo ''Meccanismo Minimalista'' che finora abbiamo visto troppo e che per il nostro bene dobbiamo allontanare". Il "fare pittura" di Pino Pinelli divenne parte importante e integrante del contesto storico, artistico e culturale degli anni settanta: Pinelli dirigendosi oltre i limiti del quadro, con gli elementi della sua pittura ''disseminati'' nello spazio della parete, poté rendere la parete stessa protagonista assoluta del Fare Pittura. Su questi concetti Giovanni Maria Accame scrisse: "Su queste pelli di daino naufraga, per Pinelli, la concezione di una pittura che riconosce come propria sede l'area delimitata del quadro. Si apre al contrario la prospettiva di una pittura in perenne migrazione, nell'interminabile spazialità fenomenica. Un'uscita dal quadro che non è negazione della pittura, ma una sua differente concezione. Diversamente inseguita ed essa stessa inseguitrice di uno spazio sempre assorbente e mai compiuto, la pittura si contrae per espandersi sembra negarsi ma per potersi ancor più affermare."
Da questo punto nodale prese il via la stagione della "Disseminazione" dove la pittura, ridotta a frammenti, venne a collocarsi, quasi mimando il gesto del seminatore, sulla parete in una sintesi tra spazio e pittura formando un "unicum". I frammenti sempre monocromi subirono nel tempo delle variazioni, passando da forme modulari rigorose (1976) ad altre parventi gonfie per una sorta di dilatazione energetica (1984) fino alle "scaglie", caratterizzate dalla leggerezza come fossero la pelle della pittura (1986) e alle successive con la riacquisizione di una maggiore consistenza corporea.

## Principali mostre personali e collettive
- 1968
"Pino Pinelli" mostra personale, Galleria Bergamini, Milano, 1968.
- 1974

"XXVIII Biennale Città di Milano" mostra collettiva, Milano, 1974. 
- 1975[4]

Galleria Seconda Scala, Roma
Studio Soldano (Carte) Milano
Galleria Plurima, udine
Galleria La Bertesca, Genova
- 1976

"Pino Pinelli. Bilder" mostra personale, Galleria La Bertesca, Düsseldorf, 1976 
"Tendenser i Europaeisk Kunst" mostra collettiva, Galerie Arnesen, Copenaghen, 1976. 
- 1978

"Fractures du Monochrome aujourd'hui en Europe" mostra collettiva, Musée d'art moderne de la Ville de Paris
- 1979

"Pino Pinelli" mostra personale, Galleria Mathieu, Besançon, 1979. 
- 1980

"Pino Pinelli. Pittura" mostra personale, Galleria Chantal Crousel-Svennung, Paris, 1980. 
- 1985

"L'Italie aujourd'hui" mostra collettiva, Centre National d'Art Contemporain Villa Arson, Nice, 1985. 
- 1986

"Aspetti dell'Arte Italiana 1960/1985" mostra collettiva, Kunstverein, Frankfurt / Kunstverein Hannover. Haus am Waldsee, Berlin / Kunstverein, Bregenz / Hochschule für Angewandte Kunst, Wien, 1986. ''XLII Biennale di Venezia.''
"The Italian contribution to sixth Triennale - India" mostra collettiva, Triennale d'Arte Lalit Kala Akademi, New Delhi, 1986. 
- 1987

"Arte Italiana Contemporanea a Sumy" - mostra collettiva, Kiev, 1987. 
- 1988

"Le Prisme brisé" - mostra collettiva, Galleria Gill Favre, Lyon, 1988. 
- 1989

"Pino Pinelli" - mostra personale, Gallerie Art Concept, Nice, France, 1989. "Pino Pinelli. Pittura" - mostra personale, Galleria Gill Favre, Lyon, France, 1989. 
- 1990

"Pino Pinelli. Mailand" - mostra personale, Galleria Carinthia, Klagenfurt / Galleria Carinthia, Wien, 1990.
"Collettiva" - mostra collettiva, Tour du Roy René, Fort Saint-Jean, Marseille, 1990. 
- 1992

"Arte Italiana" - mostra collettiva, Galleria Neuendorf, Frankfurt, 1992. "Impegno e poetica della pittura italiana" - mostra collettiva, Moconesi / Museo Casabianca, Malo / Galleria San Luca, Bologna, 
- 1993

"Pino Pinelli" - mostra personale, Galleria Lil'Orsay, Paris, France, 1993. "Pino Pinelli" - mostra personale, Galleria Zand Projects, New York, 1993. 
- 1994

"Pino Pinelli. Objekte im Raum" - mostra personale, Gallery 44, Kaarst Düsseldorf, 1994.
"Pino Pinelli. Pittura" mostra personale, APC Galerie, Köln, 1994. 
- 1995

"Pino Pinelli. Pittura" - mostra personale, Kunstverein, Villa Frank, Ludwigsburg, 1995. "Pino Pinelli" - mostra personale, Galerie Lil'Orsay, Paris, 1995. 
- 1996

"Pino Pinelli" - mostra personale, Galerie Nothburga (con Rudy Wach), Innsbruck, 1996. "Pino Pinelli. Pittura" - mostra personale, APC Galerie, Köln, 1996. "Circumnavigazione" - mostra collettiva, Intrepid Sea-Air-Space Museum, New York – Museum/Bagheria, 1996. 
- 1997

"Pino Pinelli. Horse Cadre" - mostra personale, Nouveau Musée d'Art et d'Histoire, Langres, France, 1997. "Via Crucis" - mostra collettiva, Dominikanermuseum-Forum, Rottweil / Künstler machen Schilder für Rottweil, Forum Kunst, Rottweil, 1997. ''XLVII Biennale di Venezia.'', "Unimplosive Art" - mostra collettiva, Palazzo delle Zitelle, Venezia, 1997. "Papierskulptur, Oberösterreichische Ladengalerie" - mostra collettiva, am Landesmuseum Francisco-Carolinum, Linz, 1997.
"Gefühle der Konstruktion" - mostra collettiva, Museum Rabalderhaus, Schwaz, 1997. "Abstrakte Kunst Italiens '60-'90" - mostra collettiva, Dumontkunsthalle, Köln, 1997. 
- 1998

"Pino Pinelli" - mostra personale, Forumkunst Rottweil, Rottweil, 1998. "Material Konzept Konstrukt" - mostra collettiva, Kunstverein Schloss Lamberg, Steyr, 1998. 
- 2000

"Zwischen figur und Körper" - mostra collettiva, Städtische Galerie, Rosenheim / Musei Civici Villa Manzoni, Lecco / Städtische Galerie Villa Zanders, Bergish Gladbach, 2000. 
- 2001

"Pino Pinelli" - mostra personale, APC Galerie, Köln, 2001.
"Pino Pinelli" - mostra personale, Kunstverein Schloss Lamberg, Steyr, 2001. "Pino Pinelli. One on One" - mostra personale, Istituto Italiano di Cultura, London, 2001. 
- 2002

"Jürgen Knubben, Pino Pinelli. Europa in Uznach" - mostra personale (doppia personale Pino Pinelli e Jürgen Knubben), Galerie zur Grüner Tur, Uznach, 2002. 
- 2003

"Skulptur" mostra collettiva, Galerie am Lindenplatz, Valduz, 2003. "3 x monochrom. Lucio Fontana, Piero Manzoni, Pino Pinelli" mostra collettiva, Kreissparkasse, Rottweil. "Pittura Analitica" mostra collettiva, Castello Visconteo-Sforzesco, Galliate, 2003. 
- 2005

"XIV Quadriennale di Roma" mostra collettiva, Galleria Nazionale d'Arte Moderna, Roma, 2005.
"Pittura 70. Pittura e astrazione analitica"
mostra collettiva, Istituto Italiano di Cultura, Praga, 2005.
"Un secolo di Arte Italiana"
mostra collettiva, MART Museo di Arte Moderna e Contemporanea di Trento e Rovereto, Rovereto, 2005. 
- 2006

"10x10"
mostra personale, Palazzo Strozzi, Firenze, 2006.
"Pittura '70. Then and now"
mostra collettiva, Istituto Italiano di Cultura, Londra, 2006.
"Finale 3x"
mostra collettiva, Kreissparkasse, Rottweil, 2006. 
- 2007

"Schwarz & Weiss" - mostra collettiva, Kreissparkasse, Rottweil, 2007. 
- 2008

"Blau" - mostra collettiva, Kreissparkasse, Rottweil, 2008. 
- 2009

"Rot"
mostra collettiva, Kreissparkasse, Rottweil, 2009. 
- 2010

PITTURA e PITTURA Analitica e Supports/Surfaces, otto protagonisti tra Italia e Francia" - mostra collettiva, Palazzo Robellini, Comune di Aquiterme, 2010. 
- 2014           "Nati nei 30. Milano e la generazione di Piero Manzoni", Museo della Permanente, Milano "Pino Pinelli. La pittura senza il quadro", GCAC. Galleria comunale di arte contemporanea, Arezzo
- 2015

"Pino Pinelli. 'Antologia rossa", Dep Art Gallery, Milano, catalogo a cura di Alberto Zanchetta. 
''PITTURA'' - Mostra Personale, Pearl Lam Galleries, Hong Kong.
- 2018

"Pino Pinelli - Pittura oltre il limite", Palazzo Reale, Milano, a cura di Francesco Tedeschi.
"Pino Pinelli", Gallerie D'Italia, Milano
- 2019

"Pino Pinelli. Monocromo (1973-1976)", Dep Art Gallery, Milano. A cura di Francesco Tedeschi.
- 2020

"Frammentità", A. Arte Invernizzi, Milano.
- 2022

"Rettangolo tagliato", The Merchant House, Amsterdam.
- 2023

"Pino Pinelli. Ceramiche", Dep Art Out, Ceglie Messapica.
"Pino Pinelli. La pittura", Galleria Giraldi, Livorno.
- 2024

"Pino Pinelli", A. Arte Invernizzi, Galleria Artra, Milano.